# Quercus chapmanii
Quercus chapmanii Sarg. – gatunek roślin z rodziny bukowatych (Fagaceae Dumort.). Występuje naturalnie w południowo-wschodnich Stanach Zjednoczonych – w Alabamie, na Florydzie, w Georgii oraz Karolinie Południowej. 

## Morfologia
PokrójZrzucający liście lub częściowo zimozielony krzew dorastający do 0,5–3 m wysokości. Często ma kłącza. Kora ma brązową barwę.
LiścieBlaszka liściowa ma kształt od odwrotnie jajowatego do lancetowatego. Mierzy 3–7 cm długości oraz 1,5–3 cm szerokości, jest nieregularnie klapowana na brzegu, ma klinową lub zbiegającą po ogonku nasadę i wierzchołek od tępego do potrójnie klapowanego. Ogonek liściowy jest nagi i ma 1–5 mm długości.
OwoceOrzechy zwane żołędziami o jajowatym kształcie, dorastają do 15–20 mm długości i 9–13 mm średnicy. Osadzone są pojedynczo w miseczkach o półkulistym kształcie, które mierzą 5–11 mm długości i 10–15 mm średnicy. Orzechy otulone są w miseczkach do 35–50% ich długości.

## Biologia i ekologia
Rośnie w widnych lasach mieszanych, suchych zaroślach oraz na piaszczystych plażach. Występuje na terenach nizinnych.